# 水あさと
水 あさと（みず あさと、12月24日 - ）は、日本の漫画家・イラストレーター。沖縄県出身。血液型はO型。「ミルメークオレンジ」と言うサークル名で同人活動もしている。代表作は『デンキ街の本屋さん』、『阿波連さんははかれない』。

## 来歴
2007年（平成19年）、「正義の覆面マフラージャスティス」で第6回『月刊少年シリウス』新人賞に入選。同年「世界制服セキララ女学館」で連載デビュー。ヤスダスズヒトのもとで『夜桜四重奏 〜ヨザクラカルテット〜』のチーフアシスタントをしていた時期もある。
2011年（平成23年）に『デンキ街の本屋さん』が連載され、2014年（平成26年）にテレビアニメ化。また同アニメのエンディングテーマ及び挿入歌の作詞も担当した。

## 作品リスト

### 漫画作品

#### 連載
- 世界制服セキララ女学館（『月刊少年シリウス』2008年2月号 - 2010年1月号）
- たべる部（『まんがタイムきらら』2010年10月号 - 12月号） - 『宮田書店へようこそ！ 水あさと短編集』に収録。
- 制服魔法みどりちゃん（『アオハル』0号〈2010年11月〉 -  8/8〈2013年9月〉）
- デンキ街の本屋さん（『コミックフラッパー』2011年7月号 - 2017年12月号）
- めいなのフクロウ（『月刊コミック@バンチ』2011年8月号 - 2012年3月号）
- マジカルシェフ少女しずる（『コミック アース・スター』2012年7月号 - 2014年3月号）
- 男三女四（『別冊少年マガジン』2014年6月号[3] - 2017年1月号）
- 先輩、ソレひとくちください！（『ComicWalker』2015年8月15日 - 2016年11月9日）
- 阿波連さんははかれない（『少年ジャンプ+』2017年1月29日 - 2023年4月30日）
- 異世界デスゲームに転送されてつらい（『月刊コミックフラッパー』2018年2月号[4] - 2019年8月号）
- ブルーアーカイブ ゲーム開発部だいぼうけん!（『ガンガンONLINE』2023年12月31日 - 連載中）

#### 読み切り
- 正義の覆面マフラージャスティス（『月刊少年シリウス』2007年5月号） - 『世界制服セキララ女学館』3巻に併録。
- 宮田書店へようこそ！（『月刊コミックフラッパー』2011年2月号・2012年8月号）
- 屋上に咲く花（『コミック百合姫』2014年1月号）
- 寿司屋VSお嬢様（『コミック電撃だいおうじ』VOL.100付録小冊子『アニバーサリーだいおうじ』[5]）
- 佐倉さんの残業Party Night!（『漫画アクション』2023年14号）
- 白膠花高校ローション相撲部（『少年ジャンプ＋』2025年8月19日[6]）

### イラスト
- 夜桜四重奏 〜ハナノウタ〜（テレビアニメ、2013年）第7話エンドカード
- 彼女がフラグをおられたら（テレビアニメ、2014年）第7話エンドカード
- デンキ街の本屋さん（テレビアニメ、2014年）第12話エンドカード
- ULTRA SUPER ANIME TIME（2016年）4th SEASON第9回エンドカード
- 私に天使が舞い降りた!（テレビアニメ、2019年）第3話エンドカード
- うちの娘は少しおかしい（著：第616特別情報大隊、ドラゴンノベルス、2020年）イラスト

### 書籍
- 『世界制服セキララ女学館』、講談社〈シリウスKC〉、2009年、全3巻
  - 『ベスト盤 世界制服セキララ女学館』、講談社〈シリウスKC〉、2014年、全1巻
- 『めいなのフクロウ』、新潮社〈バンチコミックス〉、2011年 - 2012年、全2巻
  1. 2011年8月9日発売[7]、ISBN 978-4-10-771628-6
  2. 2012年5月9日発売[8]、ISBN 978-4-10-771660-6
- 『デンキ街の本屋さん』、メディアファクトリー〈MFコミックス フラッパーシリーズ〉、2011年 - 2017年、全15巻
- 『宮田書店へようこそ！ 水あさと短編集』、メディアファクトリー〈MFコミックス フラッパーシリーズ〉、2013年9月9日発売[9]、ISBN 978-4-04-066582-5
- 『マジカルシェフ少女しずる』、アース・スター エンターテイメント〈アース・スターコミックス〉、2013年 - 2014年、全3巻
- 『制服魔法みどりちゃん』、集英社〈ヤングジャンプコミックス〉、2014年8月20日発売[10]、ISBN 978-4-08-890010-0
- 『男子トイレで待ち合わせ 水あさと短編集』、メディアファクトリー〈MFコミックス フラッパーシリーズ〉、2014年10月23日発売[11][12]、ISBN 978-4-04-066886-4
- 『屋上に咲く花 水あさと短編集』、メディアファクトリー〈MFコミックス フラッパーシリーズ〉、2014年10月23日発売[11][13]、ISBN 978-4-04-066885-7
- 『男三女四』、講談社〈講談社コミックス〉、2014年 - 2017年、全6巻
  1. 2014年11月7日発売[14]、ISBN 978-4-06-395239-1
  2. 2015年4月9日発売[15]、ISBN 978-4-06-395366-4
  3. 2015年10月9日発売[16]、ISBN 978-4-06-395507-1
  4. 2016年4月8日発売[17]、ISBN 978-4-06-395639-9
  5. 2016年10月7日発売[18]、ISBN 978-4-06-395774-7
  6. 2017年3月9日発売[19]、ISBN 978-4-06-395880-5
- 『先輩、ソレひとくちください！』、メディアファクトリー〈MFコミックス フラッパーシリーズ〉、2016年、全2巻
  1. 2016年1月23日発売[20][21]、ISBN 978-4-04-067884-9
  2. 2016年11月21日発売[22]、ISBN 978-4-04-068579-3
- 『阿波連さんははかれない』、集英社〈ジャンプコミックス〉、2017年 - 2023年、全17巻
- 『異世界デスゲームに転送されてつらい』、KADOKAWA〈MFコミックス フラッパーシリーズ〉、2018年 - 2019年、全3巻
  1. 2018年7月23日発売[23][24]、ISBN 978-4-04-069968-4
  2. 2019年1月23日発売[25]、ISBN 978-4-04-065421-8
  3. 2019年8月23日発売[26]、ISBN 978-4-04-065882-7
- 『ブルーアーカイブ ゲーム開発部だいぼうけん!』、スクウェア・エニックス〈ガンガンコミックスONLINE〉2024年 - 、既刊3巻（2025年2月12日現在）

### その他
- two-Dimension's Love（テレビアニメ『デンキ街の本屋さん』エンディングテーマ、2014年）作詞
- ゼノブレイド2（ゲーム、2017年）レアブレイドデザイン
- デンキ街の本屋さんドラマCD〜うまのほねの人々〜（ドラマCD、2013年）第2話脚本